# 加藤亮
加藤 亮（かとう りょう、1985年5月16日 - ）は、愛知県名古屋市出身のライター、編集者。株式会社バーグハンバーグバーグ社員、執行役員。

## 経歴
1985年、名古屋市の鶴舞に生まれ、同じく名古屋市の錦で幼少を過ごす。
高校時代は三年間マーチングバンドに所属し、テナードラムを担当していた。一時的に部長に就任し、運よくその時期にステージドリル全国大会という大会に優勝した。当時の彼女とは一年間手も繋がないまま別れた。
高校卒業後、「勉強したくない」という理由からスーパーマーケットの精肉部に就職。3年間勤め「3年目にして牛を切れる」とそこそこの知名度を得たものの、豚アレルギーになってしまい、アレルギー性・ストレス性の腸炎で入院。退職を余儀なくされる。
精肉部で働く傍ら、インターネットではテキストサイトやブログを開設していた。当時のハンドルネームは「焼肉」「肉好き男」だった。
退職後、半年の無職期間の後に2008年、オモコロにライターとして正式加入する。きっかけはオモコロライターヨッピーが主催したオフ会にてオモコロ初代編集長シモダテツヤから当時シモダがパーソナリティを務めていた「普通ラジオ」へのゲスト出演を提案された事。加藤はラジオのリスナーであったため、快諾し、わざわざ名古屋から東京まで収録のために何度も向かっていた。
同年に上京して編集プロダクション「ノオト」に就職。本格的にライターとしての活動が始まる。
2012年1月10日、原宿のオモコロ二代目編集長就任に際し、まきのゆうきと共にオモコロ副編集長に就任。
2013年、編集プロダクションを退職し、オモコロを運営する株式会社バーグハンバーグバーグに入社する。
2016年、オモコロ副編集長が永田、ARuFaに変更されてしまい、「何か派閥を作りたい」と考えた加藤はウェブサイト「ヌートン（現：オモコロブロス）」を立ち上げ、編集長に就任。2020年まで編集長を務めた。

## 人物・エピソード

### 人物
バーグハンバーグバーグの他社員からは「加藤さんの発言は8割聞き流した方がいい」と評されている。
昔は常識人寄りであったが、後におかしくなってしまったため、「努力型の狂人」と評されている。
食事に行く際に「パイU」と返答したり、その他にも「ハマチャン！」「パイG」「あざんす」など、独特な造語を使用している。
バーグハンバーグバーグの編集部内チャットでは「あざんす…」と言うビビアン・スー、「アザン・スー」の画像や「いいよ」と言う一青窈、「いい窈」などの画像を多用している。
1泊2日で栃木県の那須に行った際、安全地帯の「悲しみにさよなら」の歌詞の「悲しみにさよなら」の部分を「ホカホカのお弁当」に置き換えた替え歌を2日間ずっと歌い続ける、社員旅行でインドに行った際、地元民に何を話しかけられても「ZZガンダム」とだけ答える、動画収録の際、動画に流せないような下ネタを言い続けるなど自分の気に入ったネタをしつこくやり続ける。
オモコロに入るきっかけになったWebライターの先輩、ヨッピーを慕っており、ヨッピーが歌唱している曲「BIG BALLS ～TAMA GA DEKAI～」を毎晩、寝る前に聴いている。

### 体質
病弱であり、アトピー性皮膚炎、喘息に加え、豚、蕎麦、フルーツ、ウリ科植物、トマト、甲殻類、ハウスダスト、日光などのアレルギーを抱えている。
特に蕎麦アレルギーがひどく、蕎麦粉を吸い込むと喉がキュッと縮んで呼吸ができなくなる。一時期は蕎麦屋の前を通るだけで咳き込むレベルだった。その反動でうどんが大好き。「もし蕎麦殻の枕で寝たら翌朝には死んでいる」と語っている。

### 趣味
趣味はインターネット、ゲーム、マンガ、アニメ、ガンプラ、レゴ。
経費の名目で飯やガンプラ等を買いまくっている。好きなモビルスーツは「ザクII」。

### キャラクター
2008年の記事「漫画家になろう！」にて、手塚治虫のパロディーキャラクター「手頭顔寒（てず かおさむ）」として登場。2015年の記事、「人気漫画家が教えるお手軽スタミナ飯！」と「人気漫画家が実践している「気持ちのいいセリフ」発想法とは!?」に再登場した。
オモコロのYouTubeチャンネル「オモコロチャンネル」の「終了画面選手権」などの動画で「電脳チャイナパトロール」というシリーズを展開しており、本人によってグッズ化もされている。

## 作品

### アニメ
- 『コトリサンバ』 - 脚本（加藤陽一、山口むつお、ARuFaと共同）[19]

### バラエティ番組
- 『上坂すみれのヤバい○○』 - 構成（永野たかひろ、ARuFaと共同）

## 出演

### ウェブラジオ
- 加藤・ギャラクシーのラジオKGB（2017年2月7日 - 2018年5月10日、オモコロ・YouTube）
- ARuFa・加藤のペポペポラジオ（2017年10月3日、オモコロ・YouTube）
- 長島・加藤のイうてるマにイっちゃってる（2018年6月6日 - 2021年12月29日、オモコロ・YouTube）